# Agostino Lanfranchi (Skeletonpilot)
Agostino Lanfranchi (* 24. Juni 1892 in Palazzolo sull’Oglio, Provinz Brescia; † 15. Februar 1963 in Bergamo) war ein italienischer Skeletonpilot und Bobfahrer.
Agostino Lanfranchi nahm zwischen den späten 1920er und frühen 1940er Jahren an Wettkämpfen im Skeleton und Bobsport teil. 1928 nahm er erstmals an Olympischen Spielen 1928 in St. Moritz teil und verpasste mit Platz vier knapp eine Medaille im ersten Skeleton-Wettbewerb der olympischen Geschichte. Vier Jahre später nahm er als Bobfahrer an den Spielen in Lake Placid teil. Im Zweierbob erreichte er mit seinem Bruder Gaetano Lanfranchi den achten, im Vierer mit Gaetano, Italo Casini und Graf Teofilo Rossi di Montelera den fünften Platz. Später nahm er an Motorboot-Wettkämpfen teil und wirkte an der Etablierung der Wettkämpfe in Venedig und Turin mit.
Lanfranchi gehörte zu einer Familie von Bekleidungsherstellern. Er entwarf dafür selbst Knöpfe und Gürtelschnallen.